# Chondrosteosaurus
Genre
Espèce
Le Chondrosteosaurus (signifiant « lézard de cartilage et d'os ») est un genre de dinosaures sauropodes du Crétacé inférieur retrouvé en Angleterre. L'espèce-type, Chondrosteosaurus gigas, a été décrite et nommée par Richard Owen en 1876. Elle est basée sur des fossiles retrouvés dans la formation géologique de Wessex (en) de l'Île de Wight. Ces derniers consistent en deux vertèbres cervicales (l'holotype BMNH 46869 et BMNH 46870).
Owen a également décrit une deuxième espèce, Chondrosteosaurus magnus, qui n'est cependant plus considérée de nos jours liée au genre.